# مايا كيوتش
مايا كيوتش (بالسلوفينية: Maja Keuc)‏ وهي مغنية سلوفينية ولدت في يوم 16 يناير 1992 في مدينة ماريبور في سلوفينيا وقد مثلت سلوفينيا في مسابقة يوروفشن 2011 بأغنيتها نو ون.

## روابط خارجية
- مايا كيوتش على موقع IMDb (الإنجليزية)
- مايا كيوتش على موقع ميوزك برينز (الإنجليزية)
- مايا كيوتش على موقع أول ميوزيك (الإنجليزية)
- مايا كيوتش على موقع ديسكوغز (الإنجليزية)